# Venice Borkhorsor
Venice Borkhorsor (* 4. April 1950 in Amphoe Tha Uthen, Provinz Nakhon Phanom, Thailand) ist ein ehemaliger thailändischer Boxer im Fliegengewicht.

## Profikarriere
Im Jahre 1968 begann er erfolgreich seine Profikarriere. Am 29. September 1972 boxte er gegen Betulio González um die universelle Weltmeisterschaft und gewann durch technischen K. o. in Runde 10. Diesen Gürtel verteidigte er im darauffolgenden Jahr gegen Erbito Salavarria und verlor ihn an Rafael Herrera durch eine geteilte Punktentscheidung.
Im Jahre 1980 beendete er seine Karriere.